# Lionel Battegay
Lionel Aaron Battegay, auch bekannt als Ask Switzerland (* 1997 in Basel), ist ein Schweizer Webvideoproduzent, Moderator, Juror sowie ausgebildeter Jurist.
Battegay hat auf seinem YouTube-Kanal unter dem Namen Lionel | Ask Switzerland mehr als 19 Millionen Aufrufe und 78.200 Abonnenten (Stand Februar 2022) und ist damit einer der bekanntesten YouTuber der Schweiz. Seine Hauptvideos bestehen aus Strassenumfragen rund um das Thema Allgemeinwissen, Schweiz und Politik. Seine Videos werden teilweise auch in Französisch, Italienisch und Englisch im Ausland produziert.

## Leben und Ausbildung
Battegay wurde in Basel geboren und wuchs als Älterer von zwei Söhnen von Oscar Battegay und der Simone Battegay, geborene Berger (* 1966), in Basel-Bachletten auf. Sein Vater ist Rechtsanwalt und Partner der Kanzlei Battegay Dürr AG, seine Mutter ist selbständige Historikerin und Philosophin. Er entstammt einer jüdischen Familie aus dem Oberelsass, welche sich als Vieh- und Weinhändler betätigten und Mitte des 19. Jahrhunderts in die Schweiz eingewandert sind. Die väterliche Linie stammt aus Zillisheim und liess sich im bernischen Ipsach nieder, wo sein Ururgrossvater Isaac Battegay sich 1898 ins Bürgerrecht eingekauft hatte. Sein Grossvater war der Psychiater Raymond Battegay, welcher sich mit seiner aus Israel stammenden Frau in der Region Basel niederliess und 1956 das Basler Stadtbürgerrecht annahm. Er ist zudem ein Neffe des Infektiologen Manuel Battegay und des Internisten Edouard Battegay. Die Familie gehört dem Judentum an.
Nachdem er das Gymnasium abgeschlossen hatte, begann er an der Universität St. Gallen (HSG) ein Studium in Betriebswirtschaftslehre. Nach dem ersten Jahr wechselte er auf Rechtswissenschaften. 2019 absolvierte Lionel Battegay ein Austauschjahr in China und Taiwan. Zuerst war er fünf Monate in Taipeh (Taiwan Mandarin Institute), dann drei Monate in Peking (Universität für Sprache und Kultur) und lernte dort intensiv Mandarin. Im Anschluss ging er zurück an die Universität St. Gallen (HSG) und schloss im Sommer 2021 seinen Bachelor in Rechtswissenschaften ab. Derzeit absolviert er einen Master of Laws (MLaw) an der Universität Basel.

## Karriere

### Youtube-Kanal (AskSwitzerland)
Lionel Battegay kam im Frühjahr 2015 auf die Idee, einen YouTube-Kanal zu erstellen, da er festgestellt hatte, dass es bis dahin noch keinen YouTuber gab, der auf Schweizerdeutsch moderierte. Er erstellte zusammen mit einem Freund am 6. März 2015 den Kanal «Ask Switzerland». Seit dem ersten Tag war es das Ziel des Kanals, Umfragen über politische Themen zu führen und zu veröffentlichen. Das erste heute noch öffentliche Video auf seinem YouTube-Kanal erschien am 9. April 2015 und dauert sechs Sekunden lang. Zwei Wochen später ging dann seine erste Videoreihe mit dem Namen «Swissinfo» online, in welcher er auf humoristische Weise über Neuigkeiten rund um Basel und der ganzen Schweiz berichtete. Die erste Strassenumfrage erschien am 12. Mai 2015. Durch die grosse Aufrufzahl und die positiven Bewertungen war er motiviert, seine YouTube-Karriere weiterzuführen. Den Durchbruch schaffte Lionel Battegay, als er am 12. September 2016 eine Strassenumfrage in Basel filmte. Dieses Video brachte ihm über 130.000 Aufrufe und 2700 Likes. Es war der Startschuss zu den Videos, die er bis heute noch produziert.
Einer der Höhepunkte seiner YouTube-Karriere war das Interview mit Alt-Bundesrat Johann Schneider-Ammann. Damit war Lionel Battegay der erste Schweizer YouTuber, der mit einem Bundesrat ein öffentliches Interview führen konnte. Ein weiterer Höhepunkt war sein Video am Openair Frauenfeld 2017. Dieses brachte über eine Million Aufrufe, 10.800 Likes und 741 Kommentare ein. Es ist bis heute das meistaufgerufene Video auf seinem YouTube-Kanal (Stand Februar 2022).
Weiter tätigte er viele Kooperationen mit anderen YouTubern, wie zum Beispiel mit Gabirano (110.000 Follower auf Instagram, 29.300 auf YouTube) oder mit Aditororo (1.800.000 Follower auf TikTok, 184.000 auf YouTube).
Eine Pause von seinem YouTube-Kanal «Ask Switzerland» nahm Lionel Battegay zwischen Dezember 2019 und Juni 2020.

### Youtube-Kanal (Bailioublog)
Lionel Battegay eröffnete am 10. Juli 2020 einen zweiten Kanal mit dem Namen «Bailioublog 白禮歐», der nur aus Videos in chinesischer Sprache besteht. Das erste Video erschien 5 Tage später und zeigte einen Vlog von einem Ausflug zum Jungfraujoch. Das letzte Video erschien am 6. August 2021, kurz nachdem er seine Rückkehr zum Kanal «Ask Switzerland» gegeben hatte. Der Kanal «Bailioublog 白禮歐» hat bis heute 1650 Abonnenten und 95.000 Aufrufe (Stand Februar 2022).

### Sonstige Aktivitäten
Nebst YouTube ist Lionel Battegay auch in vielen anderen öffentlichen Bereichen tätig. So war er beispielsweise Präsident der Webvideo-Academy des ersten Schweizerischen Webvideopreises im Jahre 2016. Unter anderem übergab Lionel den Preis für das «Best Video of the Year» an die YouTuber «HalfTimeNerds». Ebenfalls moderierte Battegay das wissenschaftliche Format «Klub der Klugscheisser» an der Museumsnacht in Bern. Diese lockt jedes Jahr mehr als 100'000 Besucher an. 2019 war Lionel Teil der Talent Screen Awards und konnte damit unter anderem mit Michael Steiner arbeiten. Er war als Juror beim Social Hero Award Deutschschweiz tätig. Battegay ist zudem Gesellschafter seiner Produktionsfirma Bailiou GmbH.

## Politische Tätigkeiten
Battegay ist bei den Jungfreisinnigen Basel-Stadt (JFBS) tätig. Er ist unter anderem beigetreten, um sich – so wie die Partei – für das Schulfach Politik im Lehrplan einzusetzen. Zu seiner politischen Meinung äussert sich der 24-Jährige in den öffentlichen Medien jedoch selten. Eine Ausnahme war das Video auf seinem YouTube-Kanal über die Legalisierung von Cannabis in der Schweiz. Mit diesem Video erreichte er 60'000 Menschen.

## Privates
Battegay ist seit dem 27. April 2021 mit der aus Taiwan stammenden Chin Cheng verheiratet. Sie lernten sich während des Austauschsemesters in Taiwan kennen.